# Atarba (Atarba) melanomera
Atarba (Atarba) melanomera is een tweevleugelige uit de familie steltmuggen (Limoniidae). De soort komt voor in het Neotropisch gebied.